# Antonio García Peris
Antonio García Peris (Valence (Espagne), 7 janvier 1841 - Valence, 1er juillet 1918) est un photographe espagnol qui a tenu l'un des ateliers les plus actifs de la ville de Valence de 1862 jusqu'à sa mort.

## Biographie
García Peris a été pendant des années le photographe préféré de la bourgeoisie locale et a travaillé pour des entreprises et des institutions valenciennes, obtenant divers prix tels le plus important la médaille d'or à l'Exposition nationale de photographie de 1905 organisée par le ministère des Travaux publics par des photographes professionnels. 
Il est marié à Clotilde del Castillo avec la quelle ils ont six enfants, cinq filles et un fils. 
Leur fils Juan Antonio García del Castillo étudie à l'École des beaux-arts de Valence avec Joaquín Sorolla, avec lequel il noue des liens d'amitié,.
Leur fille Clotilde García del Castillo rencontre ainsi Joaquín Sorolla dès son plus jeune âge, ce dernier ayant également travaillé pour son père dans le studio de photographie. Elle l'épouse en 1888 et ils se rendent en Italie, dans la ville d’ Assise.

Portraits par Joaquín Sorolla
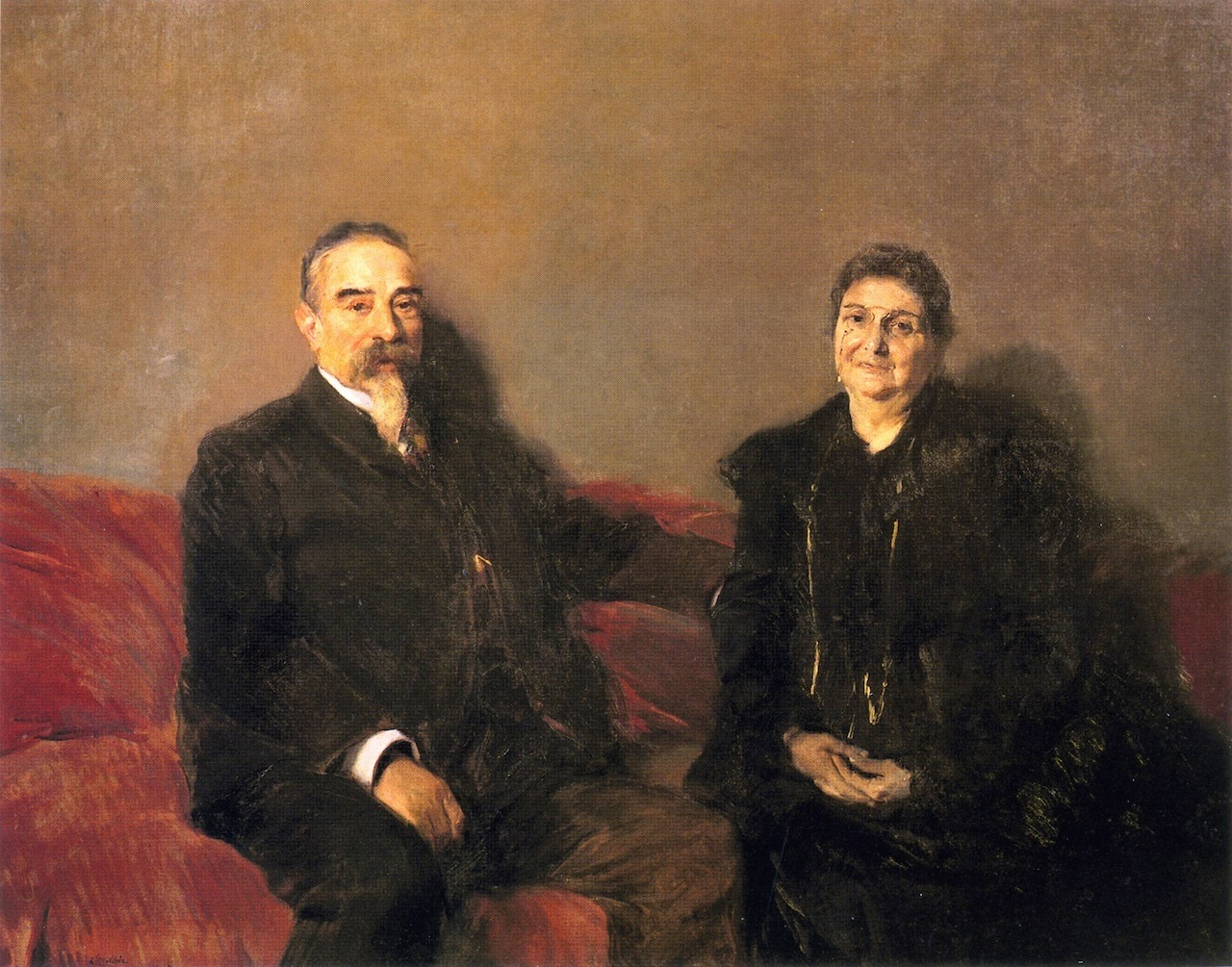
Les Grands-parents de mes enfants (Antonio García] et Clotilde del Castillo), 1905 Musée des Beaux-Arts de Valence
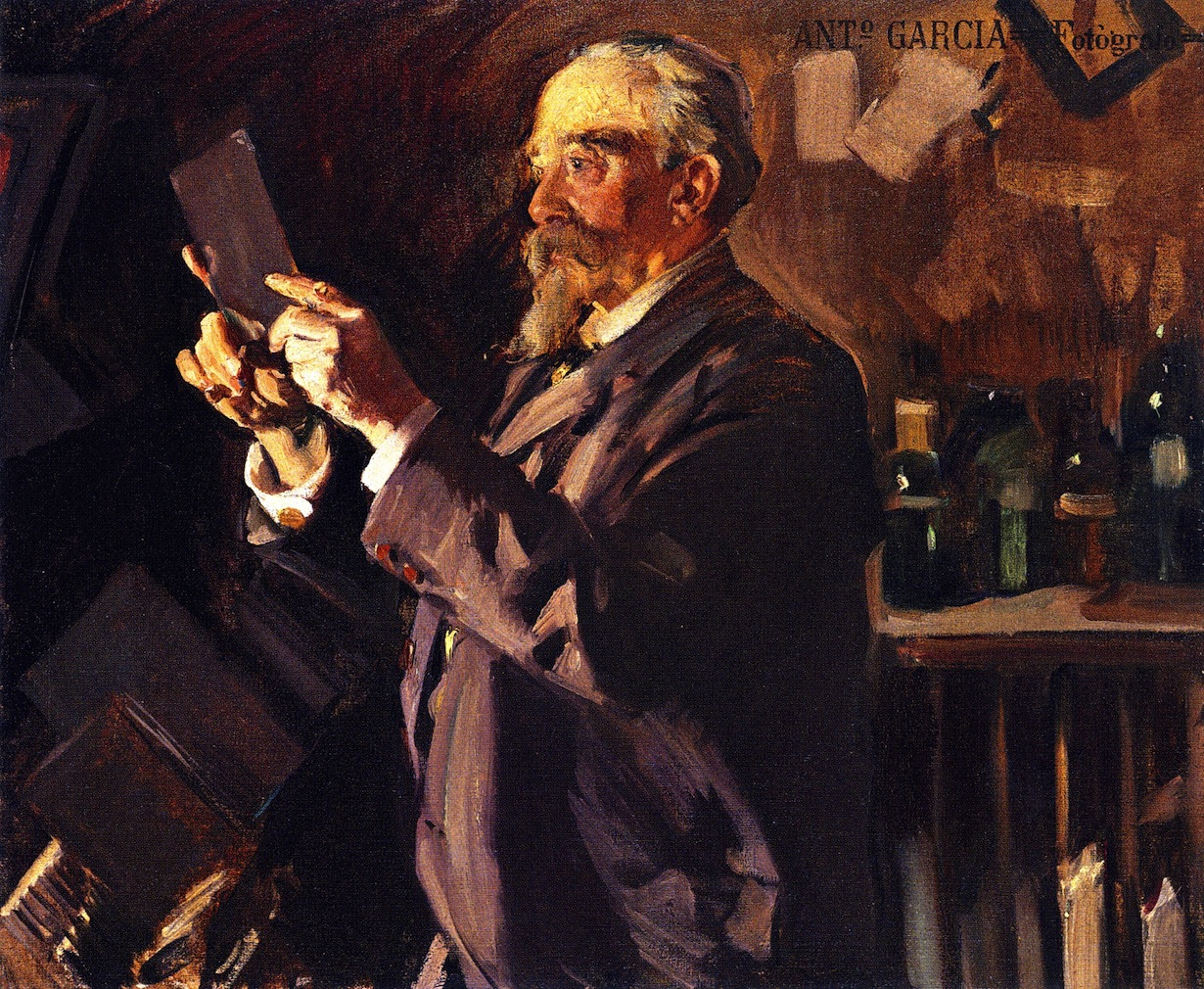
Antonio García, 1908 The Hispanic Society of America, New York
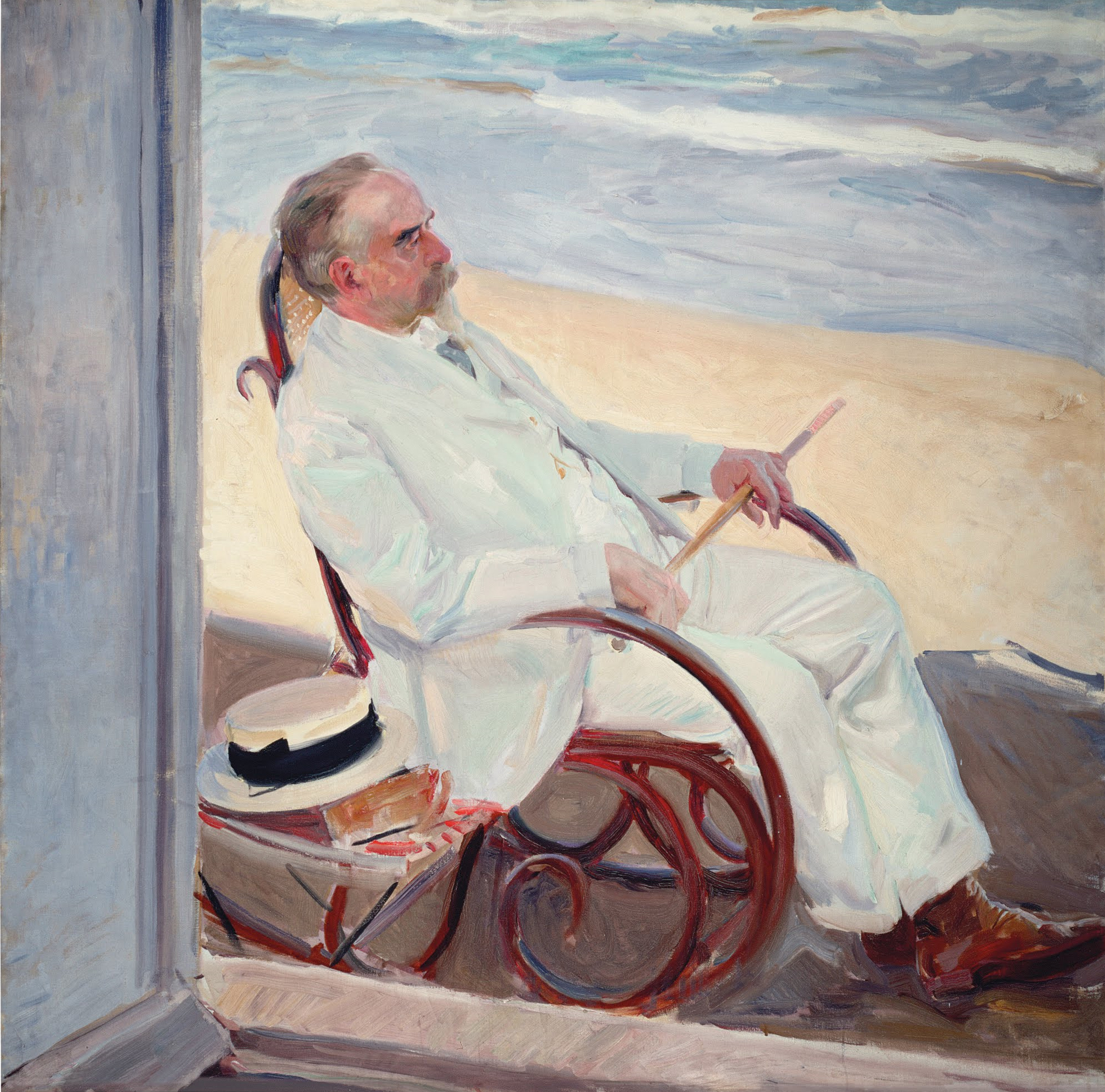
Antonio García à la plage, 1909 Musée Sorolla, Madrid

## Source
- (es) Cet article est partiellement ou en totalité issu de l’article de Wikipédia en espagnol intitulé « Antonio García Peris » (voir la liste des auteurs).